# Hemmo Kallio

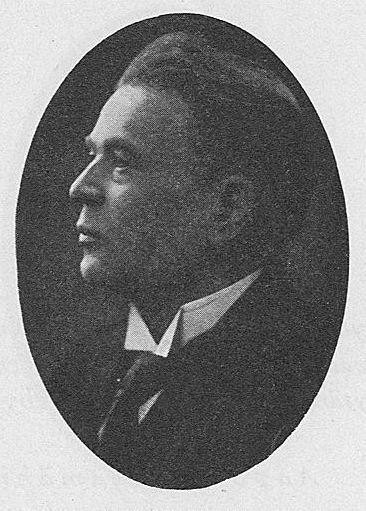
Hemmo Kallio, bild från början av 1930-talet.

Herman "Hemmo" Kallio (Puttonen fram till 1906), född 19 april 1863 i Jyväskylä socken, död 8 augusti 1940 i Helsingfors, var en finländsk skådespelare och teaterchef.
Som ung arbetade Kallio bland annat som chef för ett boktryckeri. 1882 tog han anställning vid teatern Arkadia i Helsingfors och åtta år senare engagerades han vid Finlands nationalteater. 1906–1907 var Kallio chef för teatern i Tammerfors. Mellan 1920 och 1936 medverkade Kallio i nio filmer.

## Filmografi[2]
- Ollin oppivuodet, 1920
- Se parhaiten nauraa, joka viimeksi nauraa, 1921
- Anna-Lisa, 1922
- Noidan kirot, 1927
- Rovastin häämatkat, 1931
- Timmerflottarens brud, 1931
- Meidän poikamme ilmassa - me maassa, 1934
- Roinilan talossa, 1935
- Österbottningar, 1936